# Ostrava
Ostrava é uma cidade que fica na Morávia (e também na região histórica da Silésia), na República Checa. Sendo a terceira maior cidade da República Checa, é entretanto a segunda maior em termos de aglomeração urbana. Ostrava situa-se no nordeste do país na principal região industrial, estando a apenas 15 km da fronteira com a Polónia e 55 km da fronteira com a Eslováquia. Tem cerca de 642 mil habitantes. O seu desenvolvimento data do século XIX, quando se iniciou a exploração carbonífera na zona. Designou-se anteriormente de Moravská Ostrava ou Mährisch Ostrau, em alemão.
Ostrava foi candidata ao título de Capital Europeia da Cultura 2015.